# Idioblasta straminata
Idioblasta straminata là một loài bướm đêm trong họ Crambidae.